# Dermátomo
Dermátomo é uma palavra grega que significa literalmente "corte de pele".
|  |

Um dermátomo é uma área da pele que é inervada por fibras nervosas que se originam de um único gânglio nervoso dorsal.
- Cada dermátomo é nomeado de acordo com o nervo espinal que o inerva. Os dermátomos formam bandas à volta do tronco, enquanto que nos membros a sua organização é mais complexa (o que resulta do facto de que os dermátomos serem "puxados para fora" à medida que os gomos embrionários dos membros se formam e se individualizam).

Existem cerca de oito raízes nervosas para as sete vértebras cervicais. Já nas doze vértebras torácicas, cinco lombares e cinco sacrais há somente uma raiz nervosa espinhal que inerva áreas específicas da pele.
- Nos diagramas, as fronteiras dos dermátomos estão muito bem definidas, o que não acontece na vida real. Na verdade, há uma sobreposição da inervação entre dermátomos adjacentes. Portanto, se houver perda de função de um nervo por lesão do gânglio, a sensibilidade não é completamente perdida, embora haja uma redução da mesma.